# Rugby sevens nos Jogos Olímpicos de Verão de 2020 - Qualificação feminina
Este artigo detalha a fase de qualificação feminina do rugby sevens nos Jogos Olímpicos de Verão de 2020. (As Olimpíadas foram adiadas para 2021 devido à pandemia de COVID-19). Doze equipes conseguiram qualificação para o torneio. O Japão qualificou automaticamente como país-sede, com as quatro melhores equipes da Série Mundial de Sevens Feminino de 2018-19 conquistando vagas. Após isso, a qualificação é determinada com cada uma das seis confederações continentais determinando um representante e a vaga restante sendo determinada após um torneio de qualificação internacional de sevens.

## Linha do tempo
| Evento                                                                    | Datas                                       | Local        | Vagas | Qualificados    |
| ------------------------------------------------------------------------- | ------------------------------------------- | ------------ | ----- | --------------- |
| País-sede                                                                 | 7 de setembro de 2013                       | Buenos Aires | 1     | Japão           |
| Série Mundial de Rugby Sevens de 2018-2019                                | 20 de outubro de 2018 a 16 de junho de 2019 | Vários       | 4     | Nova Zelândia   |
| Série Mundial de Rugby Sevens de 2018-2019                                | 20 de outubro de 2018 a 16 de junho de 2019 | Vários       | 4     | Estados Unidos  |
| Série Mundial de Rugby Sevens de 2018-2019                                | 20 de outubro de 2018 a 16 de junho de 2019 | Vários       | 4     | Canadá          |
| Série Mundial de Rugby Sevens de 2018-2019                                | 20 de outubro de 2018 a 16 de junho de 2019 | Vários       | 4     | Austrália       |
| Torneio Sul-Americano de Qualificação Olímpica de Sevens Feminino de 2019 | 1 e 2 de junho de 2019                      | Lima         | 1     | Brasil          |
| Torneio de Sevens Feminino da RAN de 2019                                 | 6 e 7 de julho de 2019                      | George Town  | 0     | —               |
| Torneio Europeu de Qualificação Olímpica de Sevens Feminino de 2019       | 13 e 14 de julho de 2019                    | Kazan        | 1     | Grã-Bretanha    |
| Campeonato Africano de Sevens Feminino de 2019                            | 12 e 13 de outubro de 2019                  | Jemmal       | 1     | Quênia          |
| Campeonato da Oceania de Sevens Feminino de 2019                          | 7 a 9 de novembro de 2019                   | Suva         | 1     | Fiji            |
| Torneio Asiático de Qualificação Olímpica de Sevens Feminino de 2019      | 9 e 10 de novembro de 2019                  | Guangzhou    | 1     | China           |
| Torneio Final de Qualificação Olímpica de Sevens Feminino de 2021         | 19 e 20 de junho de 2021                    | Mônaco       | 2     | Rússia · França |
| Total                                                                     | Total                                       | Total        | Total | 12              |

- Notas:

1. 1 2  Como os Estados Unidos e o Canadá conquistaram a vaga para as Olimpíadas pela Série Mundial de Sevens Feminino, a vaga da América do Norte foi realocada para o Torneio Mundial de Qualificação, que agora terá duas vagas para os Jogos Olímpicos
2. ↑  A África do Sul venceu o torneio qualificatório, porém declinou sua vaga devido a uma política contra a aceitação de vagas por torneios continentais. Quênia, como vice-campeã, recebeu a vaga.[4]

## Série Mundial de Rugby Sevens de 2018-2019
Como a principal rota para o torneio, quatro vagas foram determinadas por performance na série após seis torneios.
| 1  | Nova Zelândia  | 20 | 20 | 20 | 12 | 20 | 18 | 110 |
| 2  | Estados Unidos | 18 | 14 | 16 | 16 | 16 | 20 | 100 |
| 3  | Canadá         | 16 | 18 | 12 | 20 | 12 | 16 | 94  |
| 4  | Austrália      | 12 | 16 | 18 | 10 | 18 | 12 | 86  |
| 5  | França         | 14 | 8  | 10 | 14 | 14 | 10 | 70  |
| 6  | Inglaterra     | 6  | 10 | 3  | 18 | 10 | 3  | 50  |
| 7  | Rússia         | 8  | 12 | 8  | 6  | 8  | 6  | 48  |
| 8  | Irlanda        | 10 | 6  | 14 | 8  | 2  | 1  | 41  |
| 9  | Espanha        | 4  | 3  | 6  | 3  | 6  | 14 | 36  |
| 10 | Fiji           | 3  | 2  | 4  | 4  | 4  | 4  | 21  |
| 11 | China          | 2  | 4  | 2  | 2  | 3  | 8  | 21  |

- Notes:

1. ↑  Devido a um acordo entre as três uniões da ilha da Grã-BretanhaBy agreement between the three unions on the island of Great Britain (Inglaterra, Escócia e País de Gales), a Inglaterra representou a Grã-Bretanha na qualificação para os Jogos Olímpicos de 2020.[7] Os arranjos finais da equipe feminina da Grã-Bretanha foram realizados pela Associação Olímpica Britânica.

## África
A Rugby Africa realizou o Torneio de Rugby Sevens Feminino da África em 12 e 13 de outubro de 2019 em Jemmal, Tunísia. Com a África do Sul declinando sua vaga olímpica, o Quênia avançou para o torneio olímpico.
Grupo A
| Equipe   | Pds | V | E | D | PP  | PC | SP   | Pts |
| -------- | --- | - | - | - | --- | -- | ---- | --- |
| Quênia   | 3   | 3 | 0 | 0 | 123 | 0  | +123 | 9   |
| Senegal  | 3   | 2 | 0 | 1 | 36  | 56 | −20  | 7   |
| Gana     | 3   | 1 | 0 | 2 | 22  | 63 | −41  | 5   |
| Botsuana | 3   | 0 | 0 | 3 | 20  | 82 | −62  | 3   |

Grupo B
| Equipe        | Pds | V | E | D | PP | PC | SP  | Pts |
| ------------- | --- | - | - | - | -- | -- | --- | --- |
| África do Sul | 3   | 3 | 0 | 0 | 99 | 0  | +99 | 9   |
| Uganda        | 3   | 2 | 0 | 1 | 25 | 47 | −22 | 7   |
| Zimbábue      | 3   | 1 | 0 | 2 | 17 | 48 | −31 | 5   |
| Zâmbia        | 3   | 0 | 0 | 3 | 17 | 63 | −46 | 3   |

Grupo C
| Equipe     | Pds | V | E | D | PP | PC  | SP   | Pts |
| ---------- | --- | - | - | - | -- | --- | ---- | --- |
| Madagáscar | 3   | 3 | 0 | 0 | 89 | 7   | +82  | 9   |
| Tunísia    | 3   | 2 | 0 | 1 | 76 | 14  | +62  | 7   |
| Marrocos   | 3   | 1 | 0 | 2 | 41 | 65  | −24  | 5   |
| Maurício   | 3   | 0 | 0 | 3 | 0  | 120 | −120 | 3   |

Fase eliminatória
|  | Quartas de final                                | Quartas de final                                |                                                 |         | Semifinais     | Semifinais     |  |  | Final                                           | Final |
|  |                                                 |                                                 |                                                 |         |                |                |  |  |                                                 |       |
|  | 13 de outubro de 2019 – 9:30 – Jemmal, Tunísia  |                                                 |                                                 |         |                |                |  |  |                                                 |       |
|  |                                                 |                                                 |                                                 |         |                |                |  |  |                                                 |       |
|  | África do Sul                                   | 42                                              |                                                 |         |                |                |  |  |                                                 |       |
|  | África do Sul                                   | 42                                              | 13 de outubro de 2019 – 13:20 – Jemmal, Tunísia |         |                |                |  |  |                                                 |       |
|  | Marrocos                                        | 0                                               |                                                 |         |                |                |  |  |                                                 |       |
|  | Marrocos                                        | 0                                               | África do Sul                                   | 29      |                |                |  |  |                                                 |       |
|  | 13 de outubro de 2019 – 9:52 – Jemmal, Tunísia  |                                                 | África do Sul                                   | 29      |                |                |  |  |                                                 |       |
|  |                                                 | Madagáscar                                      | 0                                               |         |                |                |  |  |                                                 |       |
|  | Madagáscar                                      | Madagáscar                                      | 0                                               | 24      |                |                |  |  |                                                 |       |
|  | Madagáscar                                      |                                                 | 13 de outubro de 2019 – 16:30 – Jemmal, Tunísia | 24      |                |                |  |  |                                                 |       |
|  | Senegal                                         | 5                                               |                                                 |         |                |                |  |  |                                                 |       |
|  | Senegal                                         | 5                                               | África do Sul                                   | 15      |                |                |  |  |                                                 |       |
|  | 13 de outubro de 2019 – 10:14 – Jemmal, Tunísia |                                                 | África do Sul                                   | 15      |                |                |  |  |                                                 |       |
|  |                                                 | Quênia                                          | 14                                              |         |                |                |  |  |                                                 |       |
|  | Uganda                                          | Quênia                                          | 14                                              | 0       |                |                |  |  |                                                 |       |
|  | Uganda                                          | 13 de outubro de 2019 – 13:42 – Jemmal, Tunísia |                                                 | 0       |                |                |  |  |                                                 |       |
|  | Tunísia                                         | 33                                              |                                                 |         |                |                |  |  |                                                 |       |
|  | Tunísia                                         | 33                                              | Tunísia                                         | 0       | Terceiro lugar | Terceiro lugar |  |  |                                                 |       |
|  | 13 de outubro de 2019 – 10:36 – Jemmal, Tunísia |                                                 | Tunísia                                         | 0       | Terceiro lugar | Terceiro lugar |  |  |                                                 |       |
|  |                                                 | Quênia                                          | 19                                              |         |                |                |  |  |                                                 |       |
|  | Quênia                                          | Quênia                                          | 19                                              | 36      | Madagáscar     | 5              |  |  |                                                 |       |
|  | Quênia                                          |                                                 |                                                 | 36      | Madagáscar     | 5              |  |  |                                                 |       |
|  | Zimbábue                                        | 5                                               |                                                 | Tunísia | 0              |                |  |  |                                                 |       |
|  | Zimbábue                                        | 5                                               |                                                 |         | 0              |                |  |  |                                                 |       |
|  |                                                 |                                                 |                                                 |         |                |                |  |  | 13 de outubro de 2019 – 16:04 – Jemmal, Tunísia |       |
|  |                                                 |                                                 |                                                 |         |                |                |  |  |                                                 |       |

## América do Norte
A Rugby Americas North realizou o Torneio de Rugby Sevens da RAN em 6 a 7 de julho de 2019 George Town, Cayman Islands. Como os Estados Unidos e o Canadá já estavam qualificados para as Olimpíadas pela Série Mundial de Sevens Feminino, os dois primeiros colocados, Jamaica e México, avançaram ao torneio final de qualificação.
| Equipe            | Pds | V | E | D | PP  | PC  | SP   | Pts |
| ----------------- | --- | - | - | - | --- | --- | ---- | --- |
| Jamaica           | 5   | 5 | 0 | 0 | 164 | 24  | +140 | 15  |
| México            | 5   | 3 | 1 | 1 | 112 | 49  | +63  | 10  |
| Santa Lúcia       | 5   | 3 | 0 | 2 | 73  | 42  | +31  | 9   |
| Trinidad e Tobago | 5   | 2 | 1 | 2 | 88  | 61  | +27  | 7   |
| Bermudas          | 5   | 1 | 0 | 4 | 15  | 156 | –141 | 3   |
| Bahamas           | 5   | 0 | 0 | 5 | 20  | 140 | –120 | 0   |

## América do Sul
A Sudamérica Rugby realizou um torneio em 1 e 2 de junho de 2019 em Lima, Peru. O Brasil conquistou a vaga direta para as Olimpíadas, enquanto o segundo e terceiro colocados, Colômbia e Argentina, avançaram ao torneio final de qualificação.
Grupo A
| Equipe    | Pds | V | E | D | PP  | PC  | SP   | Pts |
| --------- | --- | - | - | - | --- | --- | ---- | --- |
| Brasil    | 4   | 4 | 0 | 0 | 200 | 17  | +183 | 12  |
| Peru      | 4   | 3 | 0 | 1 | 80  | 50  | +30  | 10  |
| Paraguai  | 4   | 2 | 0 | 2 | 65  | 79  | –14  | 8   |
| Venezuela | 4   | 1 | 0 | 3 | 36  | 123 | –87  | 6   |
| Guatemala | 4   | 0 | 0 | 4 | 15  | 127 | –112 | 4   |

Grupo B
| Equipe     | Pds | V | E | D | PP  | PC  | SP   | Pts |
| ---------- | --- | - | - | - | --- | --- | ---- | --- |
| Colômbia   | 4   | 3 | 1 | 0 | 164 | 31  | +133 | 11  |
| Argentina  | 4   | 3 | 1 | 0 | 154 | 24  | +130 | 11  |
| Chile      | 4   | 2 | 0 | 2 | 45  | 64  | –19  | 8   |
| Uruguai    | 4   | 1 | 0 | 3 | 25  | 112 | –87  | 6   |
| Costa Rica | 4   | 0 | 0 | 4 | 0   | 157 | –157 | 4   |

Fase Eliminatória
|  | Semifinais                                                   | Semifinais                                                   |    |                                                              | Final                                                        | Final |  |
|  |                                                              |                                                              |    |                                                              |                                                              |       |  |
|  | 2 de junho de 2019 – 12:32 – Complexo Andrés Avelino Cáceres |                                                              |    |                                                              |                                                              |       |  |
|  | Brasil                                                       | 36                                                           |    |                                                              |                                                              |       |  |
|  | Argentina                                                    | 14                                                           |    |                                                              |                                                              |       |  |
|  |                                                              |                                                              |    |                                                              |                                                              |       |  |
|  |                                                              |                                                              |    |                                                              | 2 de junho de 2019 – 15:12 – Complexo Andrés Avelino Cáceres |       |  |
|  |                                                              |                                                              |    |                                                              | Brasil                                                       | 28    |  |
|  |                                                              | Colômbia                                                     | 15 |                                                              |                                                              |       |  |
|  |                                                              |                                                              |    |                                                              |                                                              |       |  |
|  |                                                              |                                                              |    |                                                              |                                                              |       |  |
|  |                                                              |                                                              |    |                                                              | Terceiro lugar                                               |       |  |
|  | 2 de junho de 2019 – 12:54 – Complexo Andrés Avelino Cáceres | 2 de junho de 2019 – 12:54 – Complexo Andrés Avelino Cáceres |    | 2 de junho de 2019 – 14:50 – Complexo Andrés Avelino Cáceres | 2 de junho de 2019 – 14:50 – Complexo Andrés Avelino Cáceres |       |  |
|  | Colômbia                                                     | 19                                                           |    | Argentina                                                    | 22                                                           |       |  |
|  | Peru                                                         | 5                                                            |    |                                                              | Peru                                                         | 12    |  |

## Ásia
A Asia Rugby realizou um torneio em 9 e 10 de novembro de 2019 em Guangzhou, China. O Japão, já qualificado para as Olimpíadas por ser país-sede, não disputou o torneio. A China venceu o torneio e garantiu qualificação direta.
Grupo A
| Equipe        | Pds | V | E | D | PP  | PC  | SP   | Pts |
| ------------- | --- | - | - | - | --- | --- | ---- | --- |
| China         | 3   | 3 | 0 | 0 | 146 | 7   | +139 | 9   |
| Hong Kong     | 3   | 2 | 0 | 1 | 81  | 49  | +32  | 7   |
| Sri Lanka     | 3   | 1 | 0 | 2 | 26  | 87  | –61  | 5   |
| Coreia do Sul | 3   | 0 | 0 | 3 | 5   | 115 | –110 | 3   |

Grupo B
| Equipe      | Pds | V | E | D | PP | PC | SP  | Pts |
| ----------- | --- | - | - | - | -- | -- | --- | --- |
| Cazaquistão | 3   | 3 | 0 | 0 | 97 | 17 | +80 | 9   |
| Tailândia   | 3   | 2 | 0 | 1 | 81 | 17 | +64 | 7   |
| Singapura   | 3   | 1 | 0 | 2 | 20 | 98 | –78 | 5   |
| Filipinas   | 3   | 0 | 0 | 3 | 24 | 90 | –66 | 3   |

Fase Eliminatória
|  | Semifinais                         | Semifinais                         |    |                                    | Final                              | Final |  |
|  |                                    |                                    |    |                                    |                                    |       |  |
|  | 10 de novembro – 13:14 – Guangzhou |                                    |    |                                    |                                    |       |  |
|  | Cazaquistão                        | 7                                  |    |                                    |                                    |       |  |
|  | Hong Kong                          | 19                                 |    |                                    |                                    |       |  |
|  |                                    |                                    |    |                                    |                                    |       |  |
|  |                                    |                                    |    |                                    | 10 de novembro – 16:30 – Guangzhou |       |  |
|  |                                    |                                    |    |                                    | Hong Kong                          | 0     |  |
|  |                                    | China                              | 33 |                                    |                                    |       |  |
|  |                                    |                                    |    |                                    |                                    |       |  |
|  |                                    |                                    |    |                                    |                                    |       |  |
|  |                                    |                                    |    |                                    | Terceiro lugar                     |       |  |
|  | 10 de novembro – 13:36 – Guangzhou | 10 de novembro – 13:36 – Guangzhou |    | 10 de novembro – 16:04 – Guangzhou | 10 de novembro – 16:04 – Guangzhou |       |  |
|  | China                              | 34                                 |    | Cazaquistão                        | 17                                 |       |  |
|  | Tailândia                          | 0                                  |    |                                    | Tailândia                          | 14    |  |

## Europa
A Rugby Europe realizou um torneio em 13 e 14 de julho de 2019 em Kazan, Rússia.
A Inglaterra venceu o torneio, qualificando a Grã-Bretanha para os Jogos Olímpicos.
As equipes elegíveis a participar do torneio incluiam:
- As sete melhores equipes olímpicas no Torneio Marcoussis de Rugby Sevens Feminino de 2019, com a Inglaterra representando a Grã-Bretanha
- As quatro melhores equipes no Troféu Europeu de Rugby Sevens Feminino de 2019
- A vencedora do Torneio de Conferência de Rugby Sevens Feminino de 2019

Grupo A
| Equipe   | Pds | V | E | D | PP  | PC  | SP   | Pts |
| -------- | --- | - | - | - | --- | --- | ---- | --- |
| França   | 3   | 3 | 0 | 0 | 125 | 5   | +120 | 9   |
| Polônia  | 3   | 2 | 0 | 1 | 67  | 46  | +21  | 7   |
| Itália   | 3   | 1 | 0 | 2 | 48  | 69  | –21  | 5   |
| Moldávia | 3   | 0 | 0 | 3 | 5   | 125 | –120 | 3   |

Grupo B
| Equipe     | Pds | V | E | D | PP  | PC  | SP   | Pts |
| ---------- | --- | - | - | - | --- | --- | ---- | --- |
| Rússia     | 3   | 3 | 0 | 0 | 110 | 5   | +105 | 9   |
| Inglaterra | 3   | 2 | 0 | 1 | 114 | 26  | +88  | 7   |
| Suécia     | 3   | 1 | 0 | 2 | 29  | 84  | –55  | 5   |
| Alemanha   | 3   | 0 | 0 | 3 | 5   | 143 | –138 | 3   |

Grupo C
| Equipe  | Pds | V | E | D | PP  | PC  | SP   | Pts |
| ------- | --- | - | - | - | --- | --- | ---- | --- |
| Espanha | 3   | 3 | 0 | 0 | 89  | 12  | +77  | 9   |
| Irlanda | 3   | 2 | 0 | 1 | 103 | 19  | +84  | 7   |
| Romênia | 3   | 1 | 0 | 2 | 34  | 88  | –54  | 5   |
| Chéquia | 3   | 0 | 0 | 3 | 12  | 119 | –107 | 3   |

Fase Eliminatória
|  | Quartas de final                      | Quartas de final                      |                                       |         | Semifinais     | Semifinais     |  |  | Final                                 | Final |
|  |                                       |                                       |                                       |         |                |                |  |  |                                       |       |
|  | 14 de julho – 10:00 – Estádio Central |                                       |                                       |         |                |                |  |  |                                       |       |
|  |                                       |                                       |                                       |         |                |                |  |  |                                       |       |
|  | França                                | 55                                    |                                       |         |                |                |  |  |                                       |       |
|  | França                                | 55                                    | 14 de julho – 13:59 – Estádio Central |         |                |                |  |  |                                       |       |
|  | Romênia                               | 0                                     |                                       |         |                |                |  |  |                                       |       |
|  | Romênia                               | 0                                     | França                                | 12      |                |                |  |  |                                       |       |
|  | 14 de julho – 11:06 – Estádio Central |                                       | França                                | 12      |                |                |  |  |                                       |       |
|  |                                       | Inglaterra                            | 14                                    |         |                |                |  |  |                                       |       |
|  | Inglaterra                            | Inglaterra                            | 14                                    | 17      |                |                |  |  |                                       |       |
|  | Inglaterra                            |                                       | 14 de julho – 17:11 – Estádio Central | 17      |                |                |  |  |                                       |       |
|  | Irlanda                               | 7                                     |                                       |         |                |                |  |  |                                       |       |
|  | Irlanda                               | 7                                     | Inglaterra                            | 19      |                |                |  |  |                                       |       |
|  | 14 de julho – 10:22 – Estádio Central |                                       | Inglaterra                            | 19      |                |                |  |  |                                       |       |
|  |                                       | Rússia                                | 0                                     |         |                |                |  |  |                                       |       |
|  | Rússia                                | Rússia                                | 0                                     | 44      |                |                |  |  |                                       |       |
|  | Rússia                                | 14 de julho – 14:21 – Estádio Central |                                       | 44      |                |                |  |  |                                       |       |
|  | Itália                                | 0                                     |                                       |         |                |                |  |  |                                       |       |
|  | Itália                                | 0                                     | Rússia                                | 12      | Terceiro lugar | Terceiro lugar |  |  |                                       |       |
|  | 14 de julho – 10:44 – Estádio Central |                                       | Rússia                                | 12      | Terceiro lugar | Terceiro lugar |  |  |                                       |       |
|  |                                       | Espanha                               | 5                                     |         |                |                |  |  |                                       |       |
|  | Espanha                               | Espanha                               | 5                                     | 17      | França         | 17             |  |  |                                       |       |
|  | Espanha                               |                                       |                                       | 17      | França         | 17             |  |  |                                       |       |
|  | Polônia                               | 14                                    |                                       | Espanha | 5              |                |  |  |                                       |       |
|  | Polônia                               | 14                                    |                                       |         | 5              |                |  |  |                                       |       |
|  |                                       |                                       |                                       |         |                |                |  |  | 14 de julho – 16:46 – Estádio Central |       |
|  |                                       |                                       |                                       |         |                |                |  |  |                                       |       |

## Oceania
A Oceania Rugby realizou o Torneio de Sevens Feminino da Oceania de 7 a 9 de novembro de 2019 em Suva, Fiji.  Como a Austrália e a Nova Zelândia já estavam qualificadas pela Série Mundial de Sevens, Fiji ganhou a qualificação direta para as Olimpíadas, enquanto Papua Nova Guiné e Samoa avançaram para o torneio final de qualificação.
Grupo B
| Equipe        | Pds | V | E | D | PP  | PC  | SP   | Pts |
| ------------- | --- | - | - | - | --- | --- | ---- | --- |
| Fiji          | 3   | 3 | 0 | 0 | 189 | 0   | +189 | 9   |
| Ilhas Salomão | 3   | 1 | 0 | 2 | 41  | 97  | –56  | 5   |
| Vanuatu       | 3   | 1 | 0 | 2 | 29  | 85  | –56  | 5   |
| Nauru         | 3   | 1 | 0 | 2 | 27  | 104 | –77  | 5   |

Grupo C
| Equipe           | Pds | V | E | D | PP | PC  | SP   | Pts |
| ---------------- | --- | - | - | - | -- | --- | ---- | --- |
| Papua-Nova Guiné | 3   | 3 | 0 | 0 | 88 | 22  | +66  | 9   |
| Samoa            | 3   | 2 | 0 | 1 | 74 | 36  | +38  | 7   |
| Ilhas Cook       | 3   | 1 | 0 | 2 | 56 | 45  | +11  | 5   |
| Tonga            | 3   | 0 | 0 | 3 | 5  | 120 | –115 | 3   |

Fase Eliminatória
|  | Semifinais                          | Semifinais                          |   |                                     | Qualificatória olímpica             | Qualificatória olímpica |  |
|  |                                     |                                     |   |                                     |                                     |                         |  |
|  | 9 de novembro – 12:12 – Estádio ANZ |                                     |   |                                     |                                     |                         |  |
|  | Fiji                                | 43                                  |   |                                     |                                     |                         |  |
|  | Samoa                               | 0                                   |   |                                     |                                     |                         |  |
|  |                                     |                                     |   |                                     |                                     |                         |  |
|  |                                     |                                     |   |                                     | 9 de novembro – 18:35 – Estádio ANZ |                         |  |
|  |                                     |                                     |   |                                     | Fiji                                | 36                      |  |
|  |                                     | Papua-Nova Guiné                    | 0 |                                     |                                     |                         |  |
|  |                                     |                                     |   |                                     |                                     |                         |  |
|  |                                     |                                     |   |                                     |                                     |                         |  |
|  |                                     |                                     |   |                                     | Qualificatória da repescagem        |                         |  |
|  | 9 de novembro – 12:34 – Estádio ANZ | 9 de novembro – 12:34 – Estádio ANZ |   | 9 de novembro – 16:58 – Estádio ANZ | 9 de novembro – 16:58 – Estádio ANZ |                         |  |
|  | Papua-Nova Guiné                    | 31                                  |   | Samoa                               | 45                                  |                         |  |
|  | Ilhas Salomão                       | 7                                   |   |                                     | Ilhas Salomão                       | 0                       |  |

## Evento de Qualificação Olímpica
Um torneio de repescagem de doze equipes estava programado para acontecer em 20 e 21 de junho de 2020, porém foi adiado devido à pandemia de COVID-19. A nova data será em 19 e 20 de junho de 2021, em Mônaco. As duas melhores equipes ainda não qualificadas pelos seis torneios de qualificação continental irão jogar o torneio, com as duas primeiras conquistando a vaga olímpica.
| Continente       | Qualificados     |
| ---------------- | ---------------- |
| África           | Madagáscar       |
| África           | Tunísia          |
| América do Norte | Jamaica          |
| América do Norte | México           |
| América do Sul   | Argentina        |
| América do Sul   | Colômbia         |
| Ásia             | Hong Kong        |
| Ásia             | Cazaquistão      |
| Europa           | França           |
| Europa           | Rússia           |
| Oceania          | Papua-Nova Guiné |
| Oceania          | Samoa            |
| Total            | 11               |

Grupo A
| Equipe        | Pds | V | E | D | PP  | PC  | SP   | Pts |
| ------------- | --- | - | - | - | --- | --- | ---- | --- |
| Rússia (Q)    | 3   | 3 | 0 | 0 | 128 | 7   | +121 | 9   |
| Argentina (Q) | 3   | 2 | 0 | 1 | 58  | 53  | +5   | 7   |
| Samoa (Q)     | 3   | 1 | 0 | 2 | 32  | 64  | −32  | 5   |
| México        | 3   | 0 | 0 | 3 | 17  | 111 | −94  | 3   |

Grupo B
| Equipe           | Pds | V | E | D | PP | PC | SP  | Pts |
| ---------------- | --- | - | - | - | -- | -- | --- | --- |
| Cazaquistão (Q)  | 2   | 2 | 0 | 0 | 29 | 10 | +19 | 6   |
| Tunísia (Q)      | 2   | 1 | 0 | 1 | 46 | 17 | +29 | 4   |
| Papua-Nova Guiné | 2   | 0 | 0 | 2 | 5  | 46 | −41 | 2   |

Grupo C
| Equipe        | Pds | V | E | D | PP  | PC | SP   | Pts |
| ------------- | --- | - | - | - | --- | -- | ---- | --- |
| França (Q)    | 3   | 3 | 0 | 0 | 151 | 0  | +151 | 9   |
| Hong Kong (Q) | 3   | 2 | 0 | 1 | 50  | 77 | −27  | 7   |
| Colômbia (Q)  | 3   | 1 | 0 | 2 | 22  | 85 | −63  | 5   |
| Madagáscar    | 3   | 0 | 0 | 3 | 19  | 80 | −61  | 3   |

## Classificação combinada
As duas melhores equipes de cada grupo, junto às duas melhores terceiras colocadas, avançaram à fase eliminatória. O chaveamento foi baseado em (a) maior posição no grupo, seguido de (b) mais pontos conquistados na competição em seu grupo (em vitórias, empates e derrotas), e (c) saldo entre pontos marcados e sofridos em todos os jogos.
|    | Equipe            | Grupo | Posição | J | −/+  | Pts |
| -- | ----------------- | ----- | ------- | - | ---- | --- |
| 1  | França            | C     | 1ª      | 3 | +151 | 9   |
| 2  | Rússia            | A     | 1ª      | 3 | +121 | 9   |
| 3  | Cazaquistão       | B     | 1ª      | 3 | -11  | 7   |
| 4  | Argentina         | A     | 2ª      | 3 | -21  | 7   |
| 5  | Hong Kong         | C     | 2ª      | 3 | –27  | 6   |
| 6  | Tunísia           | B     | 2ª      | 2 | +29  | 4   |
| 7  | Samoa             | A     | 3ª      | 3 | –32  | 5   |
| 8  | Colômbia          | C     | 3ª      | 3 | –63  | 5   |
| 9  | Papua-Nova Guiné} | B     | 3ª      | 2 | –41  | 2   |
| 10 | Madagáscar        | C     | 4ª      | 3 | –63  | 3   |
| 11 | México            | A     | 4ª      | 3 | –94  | 3   |

| Semifinalistas do Qualificatório | Semifinalistas do Qualificatório |
| -------------------------------- | -------------------------------- |
|                                  | Primeiro lugar no grupo          |
|                                  | Segundo lugar no grupo           |
|                                  | Dois melhores terceiros no grupo |

## Fase eliminatória
Com duas vagas olímpicas em jogo, as oito melhores equipes da fase de grupo foram separadas em duas chaves. A vencedora de cada chave qualificou para o torneio nas Olimpíadas de Tóquio.
|  | Semifinais do Qualificatório | Semifinais do Qualificatório | Semifinais do Qualificatório |        |    | Final do Qualificatório 1 | Final do Qualificatório 1 | Final do Qualificatório 1 |  |
|  |                              |                              |                              |        |    |                           |                           |                           |  |
|  | 3                            | Cazaquistão                  | 29                           |        |    |                           |                           |                           |  |
|  | 3                            | Cazaquistão                  | 29                           |        |    |                           |                           |                           |  |
|  | 6                            | Tunísia                      | 21                           |        |    |                           |                           |                           |  |
|  | 6                            | Tunísia                      | 21                           |        | 3  | Cazaquistão               | 0                         |                           |  |
|  |                              |                              |                              |        | 3  | Cazaquistão               | 0                         |                           |  |
|  |                              |                              | 2                            | Rússia | 38 |                           |                           |                           |  |
|  | 2                            | Rússia                       | 2                            | Rússia | 38 | 29                        |                           |                           |  |
|  | 2                            | Rússia                       |                              |        |    |                           |                           |                           |  |
|  | 7                            | Samoa                        | 0                            |        |    |                           |                           |                           |  |

|  | Semifinais do Qualificatório | Semifinais do Qualificatório | Semifinais do Qualificatório |        |    | Final do Qualificatório 2 | Final do Qualificatório 2 | Final do Qualificatório 2 |  |
|  |                              |                              |                              |        |    |                           |                           |                           |  |
|  | 4                            | Argentina                    | 5                            |        |    |                           |                           |                           |  |
|  | 4                            | Argentina                    | 5                            |        |    |                           |                           |                           |  |
|  | 5                            | Hong Kong                    | 24                           |        |    |                           |                           |                           |  |
|  | 5                            | Hong Kong                    | 24                           |        | 5  | Hong Kong                 | 0                         |                           |  |
|  |                              |                              |                              |        | 5  | Hong Kong                 | 0                         |                           |  |
|  |                              |                              | 1                            | França | 51 |                           |                           |                           |  |
|  | 1                            | França                       | 1                            | França | 51 | 52                        |                           |                           |  |
|  | 1                            | França                       |                              |        |    |                           |                           |                           |  |
|  | 8                            | Colômbia                     | 0                            |        |    |                           |                           |                           |  |

- Notas:

1. ↑  Quênia originalmente estava qualificada para o evento de qualificação olímpica como a segunda colocada do continente, porém conquistou a vaga direta para as Olimpíadas após a África do Sul declinar sua vaga. A Tunísia substituirá a equipe no torneio.
2. ↑  A Jamaica desistiu próximo ao torneio devido a dificuldades de viagem pela pandemia da COVID-19.[15]